# Peterson Toscano
Peterson Toscano (Stamford, Connecticut, 17 de febrero de 1965) es un dramaturgo, actor, estudioso de la Biblia, bloguero, podcaster, activista para concientizar a la gente sobre el cambio climático y activista gay. Toscano pasó casi dos décadas sometido a tratamientos ex gay y terapias de conversión antes de aceptar su orientación sexual y salir del armario como hombre gay. Desde entonces, ha compartido sus experiencias internacionalmente a través de varios medios de comunicación, especialmente obras de teatro. Sus charlas y actuaciones utilizan la comedia y la narración de historias para explorar temas LGBTQ, religión y cambio climático.

## Experiencias ex gay
Debido a que se adhirió a las creencias cristianas conservadoras, Toscano pasó diecisiete años como parte del movimiento ex-gay intentando cambiar su orientación sexual a través de la terapia de conversión y programas ex-gay basados en la fe. Además de recibir asesoramiento pastoral, terapias de conversión y capacitación en discipulado, asistió a varios programas ex-gay, incluidos los Ministerios de Vida en la ciudad de Nueva York (1983–1991) y el programa residencial para ex homosexuales Love in Action en Memphis, Tennessee (julio de 1996-octubre de 1998).
El conflicto entre sus creencias y su sexualidad lo llevó a considerar el suicidio. Él ha declarado que sus experiencias en Love in Action "se sintieron como... un coma inducido bíblicamente". Salió del armario como hombre gay en diciembre de 1998 y ahora presenta su mensaje afirmativo LGBT a través de teatro y charlas en universidades, escuelas, conferencias, iglesias, clubes gay, teatros y en línea a través de blogs y videos de YouTube. En una entrevista de 2009, Toscano explicó: "Tenía aversión a ser gay debido a la aversión que experimenté en el mundo que me rodeaba. Ahora veo que la orientación gay y la diversidad de género son fenómenos normales en el mundo natural y a lo largo de la historia humana".

## Estudios bíblicos queer
Como estudioso de la Biblia, Toscano explora las cuestiones LGBTQ. Toscano es especialmente conocido por resaltar los caracteres de géneros no convencionales en la Biblia. En su conferencia de interpretación, Transfiguraciones - Transgrediendo el género en la Biblia, se enfoca en los eunucos y no eunucos que transgreden y trascienden el género. Primero estrenó Transfiguraciones en noviembre de 2007 y en marzo de 2017 lanzó el material como una película dirigida por Samuel Neff. La película fue aceptada para los festivales de cine LGBT de 2017 y 2018, incluido el Festival Internacional de Cine Queer Kampala 2017 en diciembre de 2017. Momentos antes de que se proyectara la película de Toscano, los agentes de la ley allanaron el festival y lo cerraron. En respuesta, Toscano ofreció la película gratis en línea durante un mes y los organizadores del festival organizaron una segunda presentación en Kampala en un lugar no revelado en enero.
Después de ver a Toscano presentar su trabajo en la Conferencia de la Sociedad de Literatura Bíblica de 2010, Lynn Huber, Profesora Asociada de Estudios Religiosos: Nuevo Testamento e Historia Cristiana Primitiva en Elon College, comentó: "Como erudita bíblica, siempre soy un poco escéptica sobre las interpretaciones dramáticas de textos bíblicos, si realmente capturarán la complejidad de los originales; sin embargo, las actuaciones de Peterson sacan a la luz dimensiones de los textos que muchos, incluso aquellos de nosotros que pasamos horas con el texto en la página, no vemos. Al dar vida a las historias y los personajes, podemos ver la humanidad de las narraciones bíblicas en todo su esplendor y gloria".
Según Teresa J Horsnby, autora de The Bible and American LGBT Interpretation, capítulo 11 del Oxford Handbook of the Bible in America "Peterson Toscano, un activista gay que representa y realiza sus interpretaciones bíblicas en universidades e iglesias de los Estados Unidos, se centra en narrativas en las que el actor principal podría leerse como 'de otro género'. En una serie performativa que muestra a personales 'de otros géneros' como los salvadores de Israel, cuenta la historia de Hegai, el principal eunuco de la reina Ester y su papel en poner a Esther en posición de salvar a su pueblo. Toscano también escenifica la narrativa de un eunuco etíope (Ebed Melech) que lidera una unidad de "operación negra" para rescatar al profeta Jeremías de una cisterna (Jer.38). Sin embargo, una de las piezas de actuación más largas y provocativas de Toscano es la historia de Joseph, como dice su tío Easu. Toscano cuenta la historia de tal manera que es fácil imaginar a Joseph como un adolescente homosexual o posiblemente transexual".
Si bien Toscano presenta la mayor parte de su erudición bíblica en el escenario a través de su película Transfiguraciones, sus escritos sobre sus interpretaciones bíblicas han aparecido en las antologías Gender Outlaws the Next Generation  y Rainbow in the Word: LGBTQ Christian Memoirs. También ha contribuido a REToday y Meetinghouse.xyz. Su trabajo está referenciado en La Biblia y la experiencia transgénero y Retirándose hacia adelante: una práctica espiritual con personas transgénero.
Con el artista Joey Hartman-Dow, Peterson publicó algunos de sus estudios bíblicos en la historia ilustrada, The Amazing Adventures of the Afterbirth of Jesus.

## Trabajo de actuación
Toscano realiza comedias originales de una persona que a menudo se basan en sus propias experiencias. En sus obras de teatro, incorpora textos bíblicos, eventos históricos, entrevistas que ha realizado y poesía. El estilo de actuación de Toscano incorpora actuación de personajes, comedia, narración de cuentos y drama. Ha escrito sobre la tensión en su trabajo que proviene de ser artista, activista y académico. También ha escrito sobre la influencia que el Quakerismo ha tenido en su trabajo de interpretación.
En febrero de 2003, Toscano estrenó su sátira individual Time en el Homo No Mo Halfway House en Memphis, Tennessee y desde ese momento hasta que la retiró en febrero de 2008, la realizó y habló sobre los peligros potenciales de la terapia de conversión en lugares de Norteamérica, Suecia, Dinamarca, el Reino Unido, Camerún y Sudáfrica. Doin 'Time in the Homo No Mo Halfway House ya está disponible en DVD.
Otras obras de Toscano incluyen Queer 101: Now I Know My gAy, B, Cs, How the Indians Discovery Columbus, Footprints: An Inspirational Comedy, The Re-Education of George W. Bush y Transfigurations: Transgressing Gender in the Bible. En 2014 cambió su enfoque y comenzó a producir contenido web y actuaciones que incluyen respuestas queer al cambio climático.
Se ha presentado en universidades de América del Norte, como American University, Rice University, Haverford College, Colgate University, McGill University, Universidad de Columbia Británica, Earlham College, University of Illinois, Bard College y James Madison University. En el Reino Unido, se ha presentado en varias universidades, incluidas la Universidad de Cambridge, la Universidad de York, la Universidad de Bradford, el Bishop Grosseteste University College y la Universidad de Southampton. Ha aparecido en muchas conferencias, incluyendo la Sociedad de Literatura Bíblica, la Conferencia de Lambeth (2008), la Odisea de Género, la Conferencia de la Coalición de Escuelas Esenciales, la Cumbre de Liderazgo Transgénero de California, la Conferencia de Colores Verdaderos, la Conferencia de Historia de la Mujer en el Colegio Sarah Lawrence, la Conferencia de Lengua Lavanda, la Conferencia general de amigos y la Conferencia Internacional sobre Lengua, Literatura e Identidad en la Universidad de Yaundé, Camerún.

## Activismo
En junio de 2005, la Queer Action Coalition invitó a Toscano a unirse a ellos en una serie de protestas frente a las instalaciones de Love in Action en Memphis, Tennessee. Zach Stark, un niño de 16 años, fue puesto en contra de su voluntad en Refuge, el programa de amor en acción para jóvenes. Antes de ingresar, envió un boletín de MySpace alertando a sus amigos que se vería obligado a recibir terapia de conversión. El estado de Tennessee lanzó una serie de investigaciones, y las protestas recibieron cobertura internacional de noticias. En junio de 2007, Love in Action suspendió Refuge.
En abril de 2007, junto con Christine Bakke, Toscano lanzó Beyond Ex-Gay, un grupo de apoyo en línea para personas que ahora son exexgay. Toscano también ayudó a organizar la Conferencia de sobrevivientes del movimiento exgay celebrada del 28 de junio al 1 de julio de 2007 en Irvine, California. Como parte de la conferencia, tres exlíderes exgay de Exodus se presentaron para emitir una disculpa pública por su papel en la promoción y el suministro de terapia de conversión.
En respuesta a una conferencia exgay del área de Memphis organizada por Focus on the Family, con sede en Colorado Springs, en febrero de 2008, Toscano junto con Christine Bakke y otros exex gay en el Centro Sureste y en todo el país organizaron una respuesta llamada Deconstructing the Ex-Gay Myth: A Weekend of Art and Action. Toscano compartió parte de su historia en los medios locales y presentó dos de sus obras. También dirigió talleres en una reunión de sobrevivientes del movimiento exgay.
Toscano ayudó a organizar una conferencia internacional celebrada en Cataluña el 30 de mayo de 2008 en la Universidad de Barcelona. La conferencia, Teràpies reparatives per l'homosexualitat — Perquè existeixen i quins perills impliquen (Terapias de Gay a Heterosexual - Las razones por las que existen y su daño potencial) destacó los peligros potenciales de las terapias de conversión y dio a los profesionales de la salud mental, académicos, clérigos y ciudadanos preocupados la oportunidad de escuchar a personas directamente afectadas por estas terapias, así como a expertos en el campo de la psicología.
Como gran mariscal del desfile del Orgullo del Centro-Sur, Toscano regresó a Memphis en junio de 2008, donde había residido en el programa Amor en Acción 10 años antes. En julio de 2008, Toscano presentó sus obras The Re-Education of George W. Bush y Transfigurations-Transgressing Gender in the Bible en Malta, donde también habló sobre las terapias de conversión.
Se ha desempeñado como crítico abierto del movimiento exgay en el Reino Unido. En agosto de 2006, en el Festival Greenbelt, presentó una charla sobre sus propias experiencias exgay y su viaje personal. En julio de 2008 ofreció dos charlas en la Conferencia de Lambeth en Kent donde habló sobre ser "gay y cristiano" y sobre los peligros de las terapias de conversión. En un artículo para el periódico británico The Times Toscano habló sobre el movimiento exgay en Gran Bretaña: "'Es una seducción mucho más sutil aquí', dice. Toscano afirma que los terapeutas en Gran Bretaña (quienes dice trataron de exorcizar a sus demonios homosexuales en Kidderminster en West Midlands), casi lo llevaron al suicidio".
En diciembre de 2008, Toscano viajó a Sudáfrica y destacó los peligros potenciales de recibir terapia de conversión. Hizo su estreno sudafricano el 7 de enero   de 2009 en Ciudad del Cabo.
Como miembro activo de la Sociedad Religiosa de los Amigos, Toscano afirma que su enfoque no violento en su trabajo busca exponer la injusticia sin atacar a los activistas anti-gay. Él cree que la comunidad gay necesita hacer más para aceptar a las personas de fe LGBT, y al hacerlo ayudará a disminuir la popularidad de los grupos de terapia de conversión. Le dijo al sitio web de noticias Salon.com: "Si cuidáramos mejor los nuestros, cerraríamos estos programas".

## Trabajo sobre el cambio climático
A partir de septiembre de 2014, Toscano cambió su enfoque público para difundir la conciencia sobre el cambio climático. Aunque no era un ambientalista, estaba motivado para convertirse en un defensor del clima debido a sus preocupaciones sobre los derechos humanos y la justicia social. También bromeó diciendo que su herencia italoestadounidense también jugó un papel importante: "En un planeta más cálido donde hay más sequías, habrá más pérdidas de cosechas, incluso posibles fallas en la producción de trigo, lo que provocará escasez de pasta. Yo estaba como, espera, ¿qué?" Aunque Toscano ha estado realizando presentaciones sobre el cambio climático desde septiembre de 2014, su comprensión de la necesidad de tomar medidas, también conocida como su "apastalipsis", ocurrió en 2012.
Toscano creó cinco presentaciones sobre el cambio climático: Todo está conectado-Una colección de historias-La mayoría extrañas, muchas verdaderas; ¿Este apocalipsis me hace ver gordo?; Una respuesta extraña al cambio climático; Cambio climático: ¿Qué tiene que ver la fe con esto?; y Hay algo divertido sobre el cambio climático. En todo este trabajo, Toscano toma temas controvertidos y actuales "y puede presentarlos de una manera accesible. Una de las mejores cosas que sus charlas pueden hacer es centrarse en las intersecciones de las identidades de las personas y las cuestiones de justicia social". Es conocido por sus palabras inspiradoras al final de las presentaciones: "En tiempos de crisis, la gente hace cosas extraordinarias... cosas extraordinarias, amables, amorosas y afectuosas. Ustedes ven cómo las comunidades se unen para cuidarse mutuamente. ¿Cómo podemos llegar a un cambio duradero que no destruya a las comunidades, sino que en realidad fomente un mundo mejor?"
Desde que comenzó a abordar el trabajo climático a partir de 2014, ha actuado en varias universidades y lugares de América del Norte y Europa, incluido el Festival Greenbelt, la Universidad Penn State, Universidad Susquehanna, y la Universidad Villanova. Peterson ha aparecido en Yale Climate Connections, The Daily Collegian, y The Campus  para varias actuaciones de educación superior. En octubre de 2017, Toscano presentó Una respuesta queer al cambio climático: ¿qué haría Walt Whitman? En una entrevista con Washington Square News de la Universidad de Nueva York, Toscano habló sobre el papel de la comedia en la respuesta al cambio climático y las respuestas LGBTQ al cambio climático. "Con el cambio climático, estamos todos juntos en el mismo barco, pero no todos estamos en la misma cubierta". Sabemos que las personas tienen diferentes experiencias del mundo. Creo que también es importante desde una perspectiva de valores familiares queer que el cambio climático nos afecta de manera diferente a otras personas. Las personas de la tercera edad LGBTQ, que a menudo están más aisladas que otras personas de la tercera edad, pueden no tener a nadie que las cuide durante una ola de calor o un huracán. Los jóvenes LGBTQ sin hogar, que tal vez no se sientan bienvenidos en los refugios, necesitan un lugar para ir durante las grandes tormentas. Necesitamos asegurarnos de que sobreviviremos a estas tormentas y que nuestra gente tenga vidas saludables y fuertes".
Toscano ha hablado en eventos universitarios de sostenibilidad, incluida la Conferencia Southeastern EcoRep 2017 y la Coalición de Nueva York para la Sostenibilidad en la Educación Superior, así como en las conferencias Citizens' Climate Lobby, incluida la conferencia regional del Atlántico Medio en Filadelfia y la conferencia internacional en Washington D. C. Presenta el podcast mensual Citizens' Climate Radio donde "resalta las historias de las personas, [celebra los éxitos de los miembros de CCL] y juntos [comparte] estrategias para hablar sobre el cambio climático". Después de la elección de Donald Trump, además de su actuación cómica, comenzó a explorar respuestas conservadoras al cambio climático.
Toscano también es cabildero voluntario para Citizens 'Climate Lobby (CCL) y colíder del Capítulo de CCL del Valle de Susquehanna.

## Medios de comunicación
Toscano apareció en la segunda temporada del programa Be Real en Logo TV, y ha aparecido en varios programas de TV y radio, incluyendo Tyra Banks Show, Montel Williams Show, Faith Under Fire, PBS In the Life, PRI To the Point, Connecticut Public Radio Where We Live (episodio ganador del Premio PRNDI), BBC Radio Ulster Sunday Sequence, Radio Lab y BBC World Service Reporting Religion.
Además de la prensa escrita, la televisión y la radio, Toscano aparece en varios documentales, incluida la película de 2005 Fish Can't Fly, que explora el conflicto que muchas lesbianas y gays han tenido con su fe cristiana, y el documental canadiense de 2008 Cure for Love. Aparece y es productor asociado de la película de 2011 This is What Love in Action Looks Like.
Toscano fue el coanfitrión del podcast Queer and Queerer con Zack Ford, editor LGBTQ en Think Progress. En 2014, Toscano estrenó el podcast Climate Stew, que utilizaba la comedia y la narración para abordar el cambio climático. Actualmente produce y presenta Citizens Climate Radio.

## Personal
Peterson Toscano vive en Sunbury, Pennsylvania con su esposo, el escritor sudafricano Glen Retief.